# Firozabad (distrikt)
Firozabad (hindi: फ़िरोज़ाबाद ज़िला, urdu: فیروزآباد ضلع) er et distrikt i den indiske delstat Uttar Pradesh. Distriktets hovedstad er Firozabad. 

## Demografi
Ved folketællingen i 2011 var der 2,496,761 indbyggere i distriktet, mod 2,052,958 i 2001. Den urbane befolkningen udgør 33,33 % af befolkningen.
Børn i alderen 0 til 6 år udgjorde 14,82 % i 2011 mod 19,50 % i 2001. Antallet af piger i den alder per tusinde drenge er 887 i 2011.